# Mielno (gmina)
Mielno est une gmina rurale du powiat de Koszalin, Poméranie occidentale, dans le nord-ouest de la Pologne. Son siège est le village de Mielno.
La gmina couvre une superficie de 62,54 km2 pour une population de 4 975 habitants en 2016.

## Géographie
La gmina inclut les villages de Barnowo, Chłopy, Czajcze, Gąski, Komorniki, Łazy, Mielenko, Mielenko-Kolonia, Mielno, Niegoszcz, Paprotno, Pękalin, Radzichowo, Sarbinowo et Unieście.
La gmina borde les gminy de Będzino, Darłowo et Sianów.
Le 16e meridien passe par gmina de Mielno (près du village Chłopy).

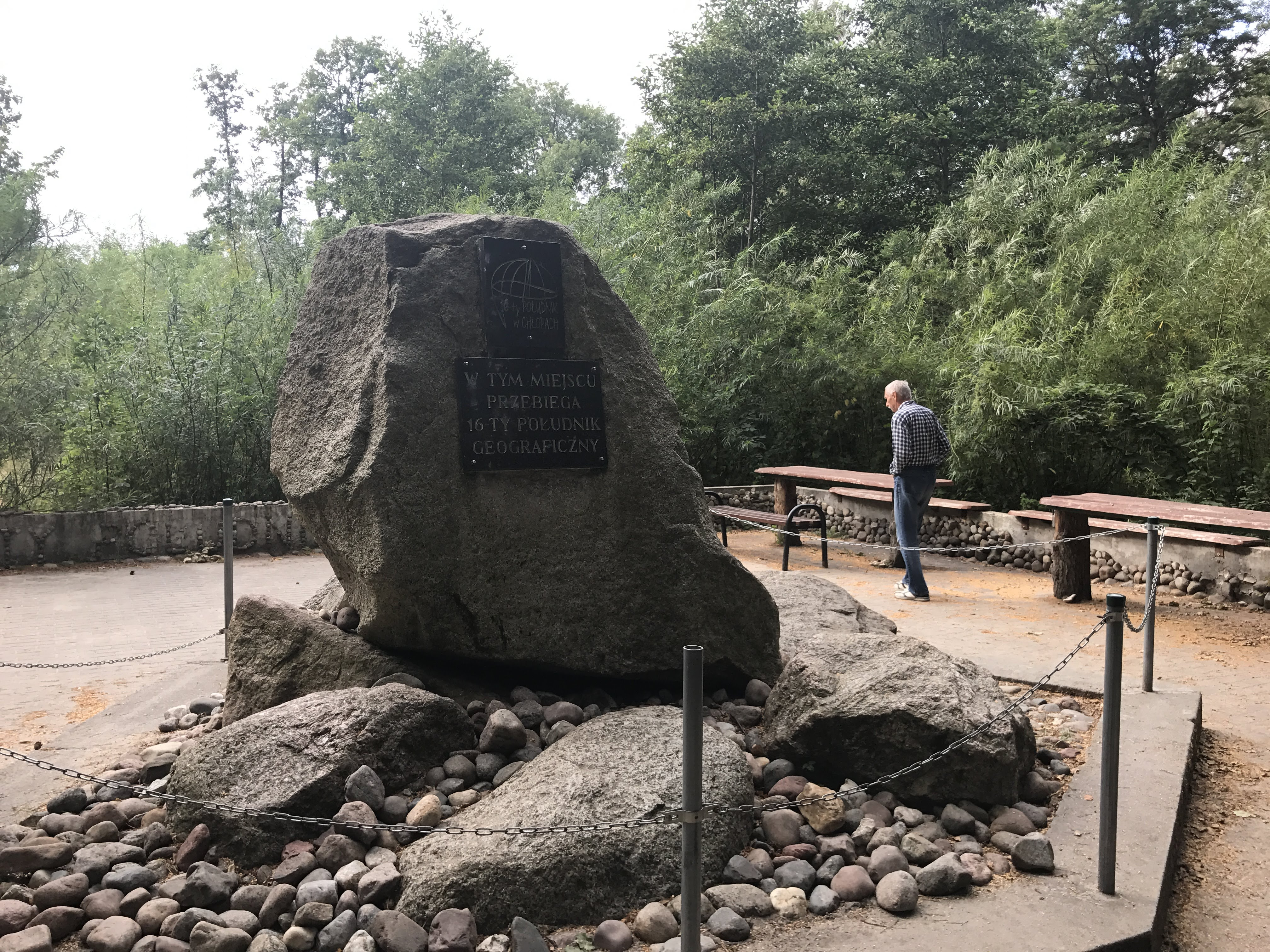
Obélisque du 16e méridien est a Chłopy